# Guilherme Vasconcelos
Guilherme Vasconcelos (São Paulo, 24 de abril de 1961) é escritor, dramaturgo, roteirista, e autor de séries de televisão e telenovelas brasileiras. 

## Biografia
Roteirista na TV Manchete (1992-1993), autor contratado da TV Globo (1997-2020) e roteirista da série Pedaço de Mim para a Netflix (2024).
Formou-se em Direito na PUC/SP (1984), onde também cursou História e Jornalismo.

#### Literatura
Autor dos livros O Mundo Acabou em 1973 (Editora 7 Letras, 2008), AsteroideAmor (Editora 7 Letras, 2022) e O mortinho do Mar Casado (finalista do Prêmio Barco a Vapor 2019, da Fundação SM, e publicado pela Editora 7 Letras, 2022). 
Foi um dos vencedores, em 1997, do Prêmio Júlia Mann de Literatura, promovido pelo Goethe Institut, com o conto "Pole position". Compuseram o júri: Ignácio de Loyola Brandão, Jeanne-Marie Gagnebin, João Silvério Trevisan, Nicolau Sevcenko e Willi Bolle. O conto foi publicado no ano 2000, na coletânea Entre Dois Mundos, pela editora Estação Liberdade, e indicado para análise no Program in Portuguese Language / Portuguese & Brazilian Studies, Department of Romance Languages & Literatures, da University of Notre Dame, Indiana, Estados Unidos, em 2003.

#### Teatro
Sua recriação de A Mandrágora (texto original de Nicolau Maquiavel) para o universo nordestino estreou em 2015 na cidade do Recife (PE), no festival Janeiro de Grandes Espetáculos, no Teatro Luiz Mendonça, com direção de Marcondes Lima e produção executiva de Taveira Júnior. No elenco: Nínive Caldas, Tiago Gondim, Mário Miranda, Diógenes de Lima, Normando Roberto Santos, Auricéia Fraga, Múcio Eduardo e Thalita Gadêlha. Iluminação: Jathiles Miranda. Direção Musical: Samuel Lira. Produção Geral: Galharufas Produções. O espetáculo teve novas temporadas no Recife, no Teatro Apolo, em julho de 2015, e no Teatro Luiz Mendonça, em agosto de 2015. Em 2016, com apoio do Sesc, foi apresentado nas cidades pernambucanas de Palmares, Arcoverde, Goiana, Petrolina e Caruarú - além de apresentações recorrentes no Recife, até 2019.

#### Cinema
É co-roteirista do filme Através da Sombra, baseado no livro A Outra Volta do Parafuso (The Turn of the Screw), de Henry James - juntamente com  Nelson Caldas Filho, Adriana Falcão e Walter Lima Junior. Direção de Walter Lima Junior, com interpretações de Virgínia Cavendish, Domingos Montagner, Ana Lúcia Torre e Mel Maia. O filme participou do Festival do Rio, em outubro de 2015. Em maio de 2016, concorreu na Mostra Íbero-Americana do XII Fantaspoa, o maior festival de cinema dedicado exclusivamente a filmes de gênero fantástico (fantasia, ficção-científica, horror e thriller) da América Latina, em Porto Alegre - vencendo nas categorias de melhor roteiro e melhor atriz.
Juntamente com Rafael Presto, estruturou o roteiro do filme Pureza (2019), dirigido por Renato Barbieri e estrelado pela atriz Dira Paes, que conta a história real de Pureza Lopes Loyola e sua busca pelo filho escravizado. O filme foi vencedor do Prêmio do Público na 2ª edição do Festival de Cinema Brasileiro em Lima, em 2023, além de premiações em festivais na Itália, França, Estados Unidos e Brasil. 
Co-roterista do documentário Quando o Brasil era Moderno (2025), com direção de Fabiano Maciel. O documentário aborda como a arquitetura moderna criou uma nova imagem para o país e como os arquitetos modernos venceram a batalha pelo “estilo” desta nova imagem. A produção mostra e explica os conceitos das formas revolucionárias que consagraram internacionalmente a arquitetura brasileira, além de analisar os erros, os acertos e os dilemas de nosso projeto modernista. O filme recebeu menção honrosa na 30a edição do Festival Internacional de Documentários É Tudo Verdade. 

#### Televisão
Roteirista na novela Pedaço de Mim, da Netflix, autoria de Angela Chaves e direção de Maurício Farias, com Juliana Paes e Vladimir Brichta, com lançamento mundial em 2024 e permanência durante semanas entre os programas de maior audiência, alcançando o Top 10 da Netflix em 21 países ao redor do mundo e gerando 78,5 milhões de horas assistidas a partir de 5,8 milhões de visualizações. Em 2025, foi indicada em quatro categorias do prêmio F5 (2024), da Folha de S. Paulo, e vencedora na categoria de Melhor Novela no prêmio APCA de Televisão.
Na TV Globo, escreveu a série Os Dias Eram Assim, de Angela Chaves e Alessandra Poggi, juntamente com Mariana Torres. O programa foi ao ar de abril a setembro de 2017, na faixa das 23 horas, com 88 capítulos e recorde de audiência no horário. No elenco: Sophie Charlotte, Renato Góes, Daniel de Oliveira, Maria Casadevall, Gabriel Leone, Caio Blat, Susana Vieira, Mariana Lima e Marco Ricca. A direção artística foi de Carlos Araújo, e contou com o premiado diretor Walter Carvalho.
Também na TV Globo, colaborou com Manoel Carlos na telenovela das 21 horas Em Família (2014), ao lado de Angela Chaves, Juliana Peres e Mariana Torres. Direção de núcleo de Jayme Monjardim. No elenco: Júlia Lemmertz, Giovanna Antonelli, Vanessa Gerbelli, Viviane Pasmanter, Tainá Muller, Leonardo Medeiros e Reynaldo Gianecchin.
Colaborou com Antonio Calmon na série Na Forma da Lei, indicada para o prêmio Emmy Internacional 2011, na categoria melhor série dramática. No elenco: Paulo José, José Wilker, Eva Wilma, Ana Paula Arósio, Luana Piovani, Carolina Ferraz, Luís Mello e Thiago Fragoso.
Foi roteirista de Malhação, temporada 2011-2012, com supervisão de Ricardo Linhares e Ana Maria Moretzsohn.
Co-escreveu a telenovela Três Irmãs (2008-2009), de autoria de Antonio Calmon e direção de núcleo de Dennis Carvalho. No elenco: 
Cláudia Abreu, Giovanna Antonelli, Carolina Dieckmann, Marcos Palmeira, Rodrigo Hilbert, Paulo Vilhena, Vera Holtz, Bruno Garcia, Luiz Gustavo, Otávio Augusto, Ana Rosa, José Wilker, Maitê Proença, Marcello Novaes, Malu Galli, Marcos Caruso, Cássio Gabus Mendes, Tato Gabus Mendes, Débora Duarte, Roberto Bonfim e Guilherme Piva.
É autor dos episódios "Embaixada do Glicério" (estrelado por Marília Pera, Othon Bastos, Eduardo Moscovis, Júlia Feldens e Enrique Díaz) e "O Retorno de Ulisses" (estrelado por Cláudia Gimenez e Ernani Moraes), na série Brava Gente (2001). 
Foi roteirista do seriado A Diarista (2004-2008), dirigido por José Alvarenga Júnior, da minissérie Terra dos Meninos Pelados (2004) e do seriado infantil O Relógio da Aventura (2010), os dois últimos com direção de Márcio Trigo. 
Coordenou a Oficina de Teledramaturgia da TV Globo (2010), para formação e contratação de novos roteiristas. 
Entre 1992 e 1993, trabalhou na TV Manchete, como redator do programa de auditório Almanaque, diário e ao vivo, com direção-geral de Nilton Travesso.            